# 引泃入潮河
引泃入潮河是为减轻蓟运河下游的洪水压力而开凿的人工河，开挖于1972年，全长19.2公里，北起蓟州区桑梓镇辛撞村，南于宝坻区史各庄镇卫国庄村汇入潮白新河。
1. ↑  宝坻县志编修委员会. . 天津社会科学院出版社. 1995.05.